# 인바이오
인바이오 주식회사는 대한민국의 친환경 작물보호제 기업이다.

## 사업
1997년 11월 동호케미칼로 설립을 하고, 2012년 에프엠티코리아를 흡수 합병하면서 에프엠티코리아는 소멸회사가 되었고, 인바이오는 합병 후 존속회사로 바뀌었다. 2020년 4월부터 한국화학연구원과 ‘글로벌 이슈 해결형 친환경 제초제 및 살균제 후보소재 개발’ 정부과제를 수행하고 있다.

### 내용주
1. ↑  한국투자증권을 주관사로 공모가 5,800원에 코스닥 시장에 상장